# Cocktail de douceur
Albums de Nicole Martin
Un Noël d'amour Joyeux Noël
Cocktail de douceur est le 18e album studio de Nicole Martin, son premier en dix-sept ans. L'album est sorti en 2010 en coproduction chez Disques Diva et Disques Musicor. Il est distribué par Distribution Select. Au Gala de l’ADISQ de l’année 2010, il a été en nomination pour un Prix Félix dans la catégorie du « meilleur album jazz interprétation ».

## Liste des titres
| No  | Titre                          | Paroles             | Musique                        | Durée |
| --- | ------------------------------ | ------------------- | ------------------------------ | ----- |
| 1.  | Nostalgia                      | Jean Desjardins     | Harold Arlen                   | 4 :03 |
| 2.  | C'est si bon                   | André Hornez        | Henri Betti                    | 2 :54 |
| 3.  | Tout le jour, toute la nuit    | Louis Palex         | Cole Porter                    | 3 :37 |
| 4.  | The Man I Love                 | Ira Gershwin        | George Gershwin                | 3 :43 |
| 5.  | Les Feuilles mortes            | Jacques Prévert     | Joseph Kosma                   | 5 :08 |
| 6.  | Mon homme                      | Albert Willemetz    | Maurice Yvain                  | 3 :46 |
| 7.  | P.S. I Love You                | Johnny Mercer       | Gordon Jenkins                 | 3 :17 |
| 8.  | Que reste-t-il de nos amours ? | Charles Trenet      | Charles Trenet et Léo Chauliac | 5 :48 |
| 9.  | Tu viens dans ma tête          | Maxime Le Forestier | J. Fred Coots                  | 4 :16 |
| 10. | Plus je t’embrasse             | Jacques Hélian      | Ben Ryan (en)                  | 3 :11 |
| 11. | Come Rain or Come Shine        | Johnny Mercer       | Harold Arlen                   | 4 :15 |
| 12. | Pour te plaire                 | Maxime Le Forestier | Bob Haymes                     | 3 :52 |
| 13. | Hymne à l'amour                | Édith Piaf          | Marguerite Monnot              | 3 :35 |

## Singles extraits de l'album
- Hymne à l'amour
- The Man I Love
- C'est si bon
- Nostalgia
- Les Feuilles mortes
- Que reste-t-il de nos amours ?[4]